# Héctor Lambardi
Héctor Raúl Lambardi, militar argentino que alcanzó el grado de general de división. Fue comandante en jefe interino del Ejército desde su designación el 30 de junio de 1959 hasta su alejamiento e inmediato retiro el 14 de agosto del mismo año en medio de una crisis interna del generalato.

## Biografía
Lambardi era oficial de caballería egresado con la promoción 55 del Colegio Militar. Ascendió a general de división en diciembre de 1958 bajo la presidencia de Arturo Frondizi.
En medio de la crisis del ejército argentino en junio de 1959, presentó la renuncia el general de división Héctor Solanas Pacheco como secretario de guerra y comandante en jefe el 30 de junio de 1959. Lambardi asumió interinamente el comando en jefe el mismo 30 de junio. El generalato deliberó por unos días quien sería el titular definitivo.
El 14 de agosto asumió la jefatura de la fuerza el general de división Carlos Toranzo Montero, cesando el interinato de Lambardi. Acto seguido, Toranzo Montero alzó un planteo contra el presidente. Este planteo en los primeros días de septiembre de 1959 precipitó la caída del secretario de guerra Elbio Carlos Anaya, y pasaron a retiro Lambardi y los generales que habían acompañado la gestión de Solanas Pacheco.